# ベルトルト (バイエルン公)
バイエルン公ベルトルト（Berthold von Bayern, 900年頃 - 947年11月23日）は、ルイトポルト家出身のバイエルン公（在位：938年 - 947年）。

## 生涯
ベルトルトはバイエルン辺境伯ルイトポルトの息子で、バイエルン公アルヌルフの弟にあたる。926年にはケルンテンの伯として記録されている。938年に甥エーバーハルトが皇帝オットー1世によりバイエルン公位を剥奪された後、ベルトルトはバイエルン公位を与えられたが、その際に聖職叙任権などの権利を放棄することとなった。ベルトルトは、オットー1世の妹ゲルベルガかヘートヴィヒとの結婚が計画されていたものの叶わず、バイエルン貴族の娘ビルトルートと結婚した。ビルトルートはのちにノイブルク・アン・デア・ドナウのベルゲン修道院を創設した。943年、ベルトルトはヴェルスでハンガリー軍を破りハンガリーの侵略を防いだ。カランタニア（現シュタイアーマルク州）のキリスト教化はベルトルトによるところが大きい。
ベルトルトはオットー1世の治世を支えたものの、947年のベルトルトの死後、息子のハインリヒはバイエルン公位を継承することができず、兄アルヌルフの娘ユーディトと結婚していたオットー1世の弟ハインリヒ1世がバイエルン公となった。後に息子ハインリヒは皇帝オットー2世の治世下でケルンテン公（ハインリヒ1世）およびバイエルン公（ハインリヒ3世）となった。